# حوزه استحفاظی
حوزه استحفاظی (ایتالیایی: Distretto di Polizia) یک مجموعهٔ تلویزیونی ایتالیایی جنایی است که مابین سال‌های ۲۰۰۰ تا ۲۰۱۲ میلادی پخش شد.

## بازیگران
- ایزابلا فراری
- جورجو تیراباسی
- لورنزو فلاهرتی
- روبرتو نوبیله
- کارلوتا ناتولی
- کلاودیا پاندولفی
- جامپائولو مورلی
- فرانچسکا اینائودی
- انریکو سیلوسترین
- آنا فولیه‌تا
- دینو آبرشا
- لوچیلا آگوستی
- آندرئا رنتسی
- بِـنِدِتا گارگاری
- جولیا بویلاکوئا
- آلساندرو بورگی
- فلاویو اینسینا
- کیارا کنتی
- روبرتو شوالیه
- ماسیمو داپورتو
- ماسیمیلیانو آماتو
- لودوویکو فرمونت
- سرجو دی جولیو
- فرانچسکو آکوارولی
- پپینو ماتسوتا
- رُزا پیانتا
- استفانو پشه
- ریکی ممفیس
- پائولو بولیونی
- مارکو مارتزوکا
- النا کوچی
- لاوینیا گولیلمان
- آلیچه پالاتسی
- گایا زوکی
- لودوویکا مودونیو
- لیلینا میله
- پائولو کالابرزی
- کلاریتا گاتو